# انتخابات البرلمان الأوروبي 1989
إن انتخابات البرلمان الأوروبي لعام 1989 هي انتخابات أوروبية أجريت في 12 دولة عضو في المجموعة الأوروبية في يونيو 1989. هذه هي ثالث انتخابات أوروبية ولكنها المرة الأولى التي صوتت فيها إسبانيا والبرتغال في نفس الوقت مع الأعضاء الآخرين (انضموا في عام 1986). شهدت هذه الانتخابات تراجع نسبة المشاركة الإجمالية على المستوى الأوروبي حيث بلغت 59٪.

## نتائج
| انتخابات البرلمان الأوروبي 1989 | انتخابات البرلمان الأوروبي 1989 | انتخابات البرلمان الأوروبي 1989       | انتخابات البرلمان الأوروبي 1989 | انتخابات البرلمان الأوروبي 1989 | انتخابات البرلمان الأوروبي 1989 | انتخابات البرلمان الأوروبي 1989 |
| مجموعة                          | مجموعة                          | وصف                                   | برئاسة                          | أعضاء البرلمان الأوروبي         | أعضاء البرلمان الأوروبي         | أعضاء البرلمان الأوروبي         |
| ------------------------------- | ------------------------------- | ------------------------------------- | ------------------------------- | ------------------------------- | ------------------------------- | ------------------------------- |
|                                 | SOC                             | الديمقراطيون الاجتماعيون              | جان بيير كوت ‏                   | 180                             |                                 |                                 |
|                                 | EPP                             | الديمقراطيون المسيحيون                | ايغون كليبش                     | 121                             |                                 |                                 |
|                                 | LDR ‏                            | الليبراليون والديمقراطيون الليبراليون | فاليري جيسكار ديستان            | 49                              |                                 |                                 |
|                                 | EUL ‏                            | الشيوعيون واليسار المتطرف             | لويجي ألبرتو كولاجاني ‏          | 42                              |                                 |                                 |
| LU ‏                             | رينيه إميل بيكيه ‏               | الشيوعيون واليسار المتطرف             |                                 | 42                              |                                 |                                 |
|                                 | ED ‏                             | المحافظون                             | كريستوفر بروت ‏                  | 34                              |                                 |                                 |
|                                 | G ‏                              | الخضر                                 | ماريا أميليا سانتوس ‏            | 30                              |                                 |                                 |
|                                 | EDA ‏                            | المحافظون الوطنيون                    | كريستيان دي لا ماليني ‏          | 20                              |                                 |                                 |
|                                 | DR ‏                             | القوميون اليمينيون المتطرفون          | جان ماري لوبان                  | 17                              |                                 |                                 |
|                                 | RBW ‏                            | الإقليميون                            | جاك فاندميولبروك ‏               | 13                              |                                 |                                 |
|                                 | NI                              | مستقلون                               | لا أحد                          | 12                              | المجموع: 518                    | المصادر:                        |

## الملاحظات
1. 1 2 3  تمت زيادة عدد المقاعد من 434 إلى 518، وبالتالي فإن هذا رقم رمزي